# Hyalinella
Hyalinella is een mosdiertjesgeslacht uit de  familie van de Hyalinellidae en de orde Plumatellida

## Soorten
- Hyalinella lendenfeldi (Ridley, 1886)
- Hyalinella punctata (Hancock, 1850)

Niet geaccepteerde soorten:
- Hyalinella africana Wiebach, 1964 → Plumatella africana (Wiebach, 1964)
- Hyalinella carvalhoi Marcus, 1942 → Plumatella carvalhoi (Marcus, 1942)
- Hyalinella diwaniensis Rao, Agrawal, Diwan & Shrivastava, 1985 → Plumatella diwaniensis (Rao, Agrawal, Diwan & Srivastava, 1985)
- Hyalinella indica (Annandale, 1915) → Plumatella indica Annandale, 1915
- Hyalinella karaungirensis Vinogradov, 1995 † → Plumatella karaungirensis (Vinogradov, 1995) †
- Hyalinella mera Vinogradov, 1995 † → Plumatella mera (Vinogradov, 1995) †
- Hyalinella orbisperma (Kellicott, 1882) → Plumatella orbisperma Kellicott, 1882
- Hyalinella toanensis Hozawa & Toriumi, 1940 → Gelatinella toanensis (Hozawa & Toriumi, 1940)
- Hyalinella vaihiriae Hastings, 1929 → Plumatella vaihiriae (Hastings, 1929)